# Barycnemis alpina
Barycnemis alpina är en stekelart som först beskrevs av Gabriel Strobl 1901.  Barycnemis alpina ingår i släktet Barycnemis och familjen brokparasitsteklar. Arten är reproducerande i Sverige. Inga underarter finns listade.